# 吕邦
吕邦（法語：Lubbon，法語發音：[lybɔ̃]）是法国朗德省的一个市镇，属于蒙德马桑区。

## 地理
吕邦（44°6'11"N, 0°0'55"W）面积47.74 平方千米，位于法国新阿基坦大区朗德省，该省份为法国西南部沿海省份，是法國本土面积第二大的省，北起吉倫特省，西临大西洋，南至大西洋比利牛斯省，东临热尔省，东北与洛特-加龍省接壤。
与吕邦接壤的市镇（或旧市镇、城区）包括：阿尔克斯、博迪尼昂、洛斯、兰贝兹和博迪耶茨、阿隆、布塞斯、韦耶斯。

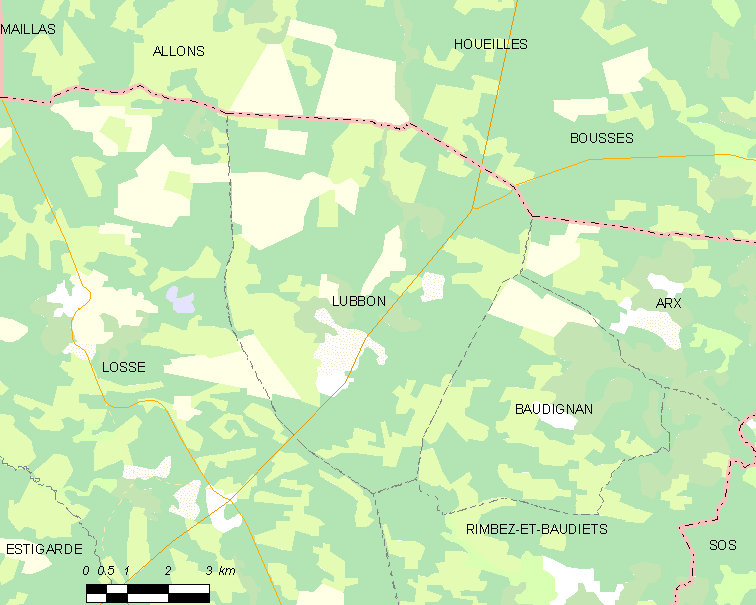
吕邦的OSM定位图

吕邦的时区为UTC+01:00、UTC+02:00（夏令时）。

## 行政
吕邦的邮政编码为40240，INSEE市镇编码为40161。

## 政治
吕邦所属的省级选区为上朗德-阿马尼亚克县。

## 人口

1962-2008年间吕邦人口变化图示

吕邦于2022年1月1日时的人口数量为80人。